# Semáforo (alfabeto)

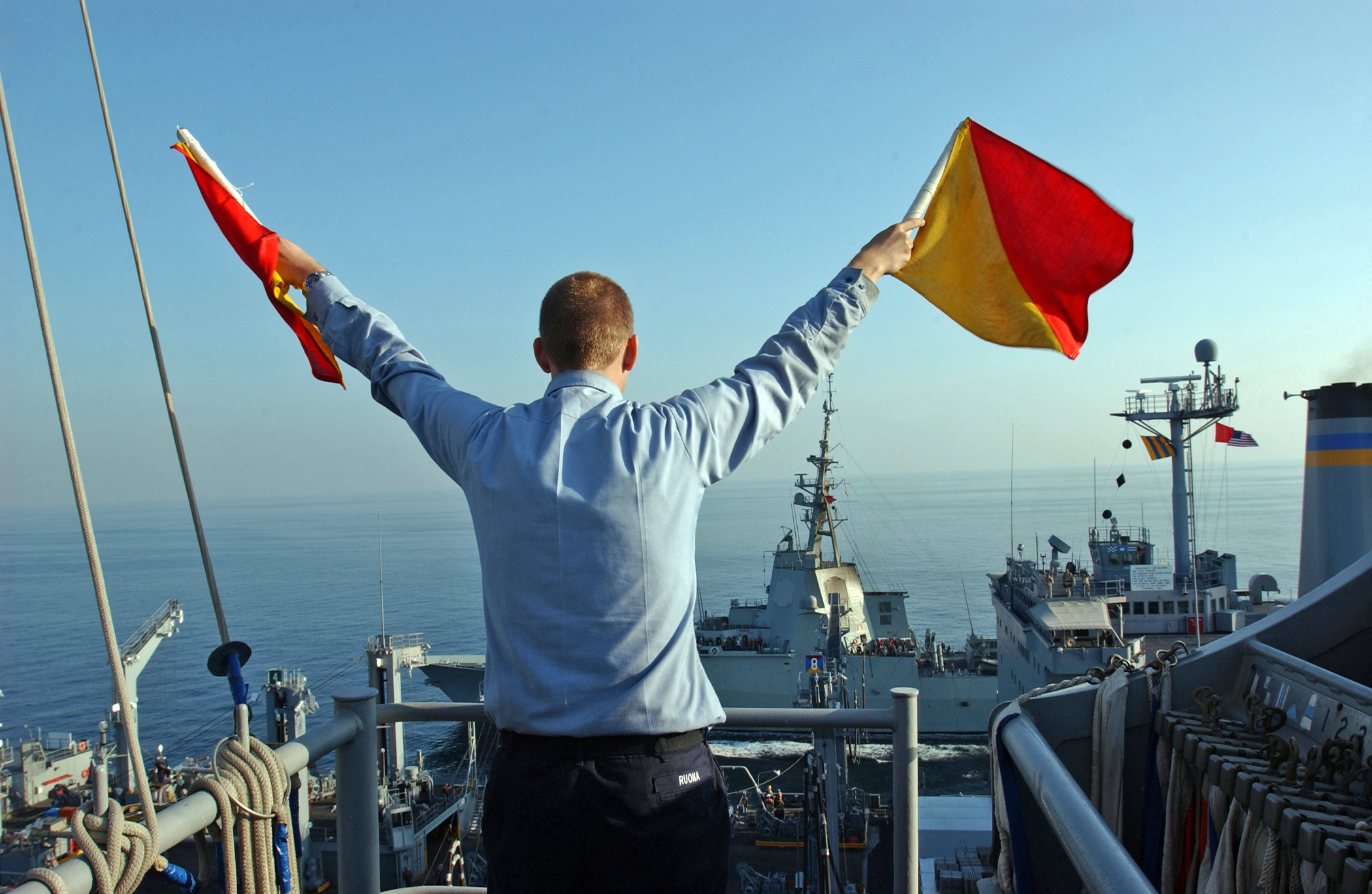
Un miembro de la Armada de los Estados Unidos señalando la letra U usando el lenguaje semáforo.

El semáforo (o alfabeto semáforo) es un sistema de comunicación en el que se utiliza la posición de los brazos para representar cada letra del alfabeto, incluido en el código internacional de señales de la Organización Marítima Internacional. Es un sistema para usar de día, ya que se utilizan banderas para identificar claramente la posición de los brazos (para comunicación nocturna es preferible emplear antorchas en vez de banderines o utilizar el código morse con una linterna u otra fuente de luz).
Originalmente se creó para representar el alfabeto inglés, por lo que no incluye caracteres no ingleses y hasta el día de hoy no existe consenso sobre cómo hacerlo, lo que ha dado pie a numerosas "soluciones" que no han sido aceptadas universalmente. En un principio su uso fue militar, pero actualmente forma parte del entrenamiento de los scouts al ser incluido por Baden-Powell en Escultismo para muchachos, así como del Club de Conquistadores.

## Alfabeto
Una de las formas más sencillas de aprender el alfabeto semáforo es dividirlo en cuatro secciones (o "vueltas", en el entendido de que recuerdan las vueltas de las manecillas del reloj). A continuación, el alfabeto semáforo se presenta tal como lo ve el sujeto que recibe el mensaje, diferenciando cada "vuelta":
| Posición de descanso | Inician o finalizan números | Error / Atención | Cancelar (Ignorar señal anterior) |

Primera vuelta
| A / 1 | B / 2 | C / 3 / Recibido/Correcto | D / 4 | E / 5 | F / 6 | G / 7 |

Segunda vuelta
| H / 8 | I / 9 | J / Inician o finalizan letras | K / 0 | L | M | N |

Tercera vuelta
| O | P | Q | R | S | T | U |

Cuarta vuelta
| V | W | X | Y | Z |

## Emisión y recepción de mensajes
Cuando se transmite un mensaje debe tomarse la posición de descanso sólo cuando se finaliza una palabra. Dentro de una palabra se va de una letra a otra sin pasar por la posición de descanso, manteniendo la letra por 3 a 5 segundos. Para una comunicación más fluida entre el receptor y el emisor se recomienda que éstos sean equipos de dos personas: una con las banderillas (encargada de emitir el mensaje) y la otra con cuaderno y lápiz (para anotar el mensaje recibido). Al igual que en el código morse, existen convenciones para iniciar y terminar un mensaje:
| Signo           | Uso y significado                                                                          |
| --------------- | ------------------------------------------------------------------------------------------ |
| VE VE           | Atención (listo para iniciar mensaje, puede usarse en remplazo a la señal mostrada arriba) |
| K               | Listo para recibir (respuesta a "atención" si se está listo para recibir)                  |
| Q               | Esperar (respuesta a "atención" si no se está listo para recibir)                          |
| EEEEEEEE (8 Es) | Error (puede usarse en reemplazo de la señal incluida más arriba)                          |
| A               | Entendido (usada para contestar todas las señales si no se especifica lo contrario)        |
| AR AR           | Fin del mensaje                                                                            |
| A               | Mensaje recibido (respuesta a "fin del mensaje")                                           |